# Râul Săritoarea
Râul Săritoarea este un curs de apă, afluent al Râmnicului Sărat. 